# INVU
INVU (pronunciación en inglés: /aɪ ɛn viː juː/) es el tercer álbum de estudio de la cantante surcoreana Taeyeon. El álbum fue publicado el 14 de febrero de 2022 y contiene trece pistas, incluido el sencillo de 2021 «Weekend», el sencillo de prelanzamiento «Can't Control Myself» y el sencillo principal del mismo nombre, «INVU», junto con su respectivo videoclip.

## Antecedentes y lanzamiento
El 11 de enero de 2022, SM Entertainment anunció que Taeyeon lanzaría un sencillo digital titulado «Can't Control Myself» el 17 de enero antes del lanzamiento de su tercer álbum de estudio en febrero de 2022. El 26 de enero, se anunció el nombre del tercer álbum de estudio como INVU y que sería lanzado el 14 de febrero y consta de trece pistas, con pedidos anticipados a partir del mismo día. Tres días después, se publicó el calendario promocional. El 3 de febrero, se lanzó un mood sampler video con «INVU» anunciado como el sencillo principal. El 4 de febrero, se anunció que se llevaría a cabo una exposición titulada "INVU: THE EXHIBIT" en Seúl del 7 al 14 de febrero para conmemorar el lanzamiento del álbum donde los asistan "pueden apreciar el concepto del álbum". El mismo día, SM anunció que los video avances programados para su lanzamiento del 4 al 10 de febrero habían sido cancelados debido a problemas de producción. El 8 de febrero, se publicó la lista de canciones. El 13 de febrero, se lanzó el teaser del video musical de «INVU».

## Lista de canciones
| INVU  |                         |                            |                                                                                 |                                                   |          |  |
| N.º   | Título                  | Letras                     | Música                                                                          | Arreglo                                           | Duración |  |
| 1.    | «INVU»                  | Jinli (Full8loom)          | Peter Wallevik, Daniel Davidsen, Rachel Furner, Jess Morgan                     | PhD                                               | 3:24     |  |
| 2.    | «Some Nights» (그럼 밤) | Kim Eana                   | Edvard Grieg, Simon Petrén, Andreas Öberg                                       | Simon Petrén                                      | 3:27     |  |
| 3.    | «Can't Control Myself»  | Taeyeon, Moon Seol-ri      | Celine Svanback, Lauritz Emil Christiansen, Mich Hansen, Jacob Ubizz, Ryan Jhun | Lauritz Emil Christiansen, Jacob Ubizz, Ryan Jhun | 3:01     |  |
| 4.    | «Set Myself on Fire»    | Kenzie                     | Alna Hofmeyr, Michael Dunaief, Ryland Holland, Hamid Bashir                     | Stryv                                             | 2:37     |  |
| 5.    | «Toddler» (어른아이)    | Kang Eun-jung, Aeon        | Salem Davern, William Leong                                                     | William Leong                                     | 3:08     |  |
| 6.    | «Siren»                 | Mok Ji-min (lalala Studio) | Mike Daley, Mitchell Owens, Rodnae 'Chikk' Bell, Nicole 'Kole' Cohen            | Mike Daley, Mitchell Owens                        | 3:09     |  |
| 7.    | «Cold as Hell»          | Cha Yu-bin                 | Lara Andersson, Manon van Dijk, Amanda Cygnaeus, Marcus van Wattum              | Nova Blue, Marcus van Wattum, Kasperi A. Pitkanen | 2:44     |  |
| 8.    | «Timeless»              | Jo Yung-yeong              | Alida Garpestad Peck, Sean Fischer, Ben Samama                                  | Sean Fischer                                      | 3:22     |  |
| 9.    | «Heart» (품)            | Lee Yi-jin (153/Joombas)   | Cameron Warren, Connie Talbot, Ryan Jhun                                        | Cameron Warren, Ryan Jhun                         | 3:52     |  |
| 10.   | «No Love Again»         | Kang Eun-jung              | Alma Guðmundsdóttir, Alida Garpestad Peck, Marc Sibley, Nathan Cunningham       | Space Primates                                    | 3:14     |  |
| 11.   | «You Better Not»        | Moon Seol-ri               | Celine Svanbäck, Hilda Stenmalm, Jeppe London Bilsby, Ryan Jhun                 | Jeppe London Bilsby, Ryan Jhun                    | 2:43     |  |
| 12.   | «Weekend»               | Hwang Yu-bin               | RoseInPeace, Saimon, Willemijn van der Neut, Marcia "Misha" Sondeijker          | RoseInPeace, Saimon                               | 3:53     |  |
| 13.   | «Ending Credits»        | Ji Ye-won (153/Joombas)    | Mich Hansen, Jeppe London Bilsby, Celine Svanbäck, Sam Merrifield               | Mich Hansen, Jeppe London Bilsby                  | 3:45     |  |
| 42:19 |                         |                            |                                                                                 |                                                   |          |  |

## Historial de lanzamiento
| Región        | Fecha                 | Formato                     | Distribuidora |
| ------------- | --------------------- | --------------------------- | ------------- |
| Corea del Sur | 14 de febrero de 2022 | CD, casete                  | SM, Dreamus   |
| Mundo         | 14 de febrero de 2022 | descarga digital, streaming | SM, Dreamus   |